# Regeringsformaties België 2014

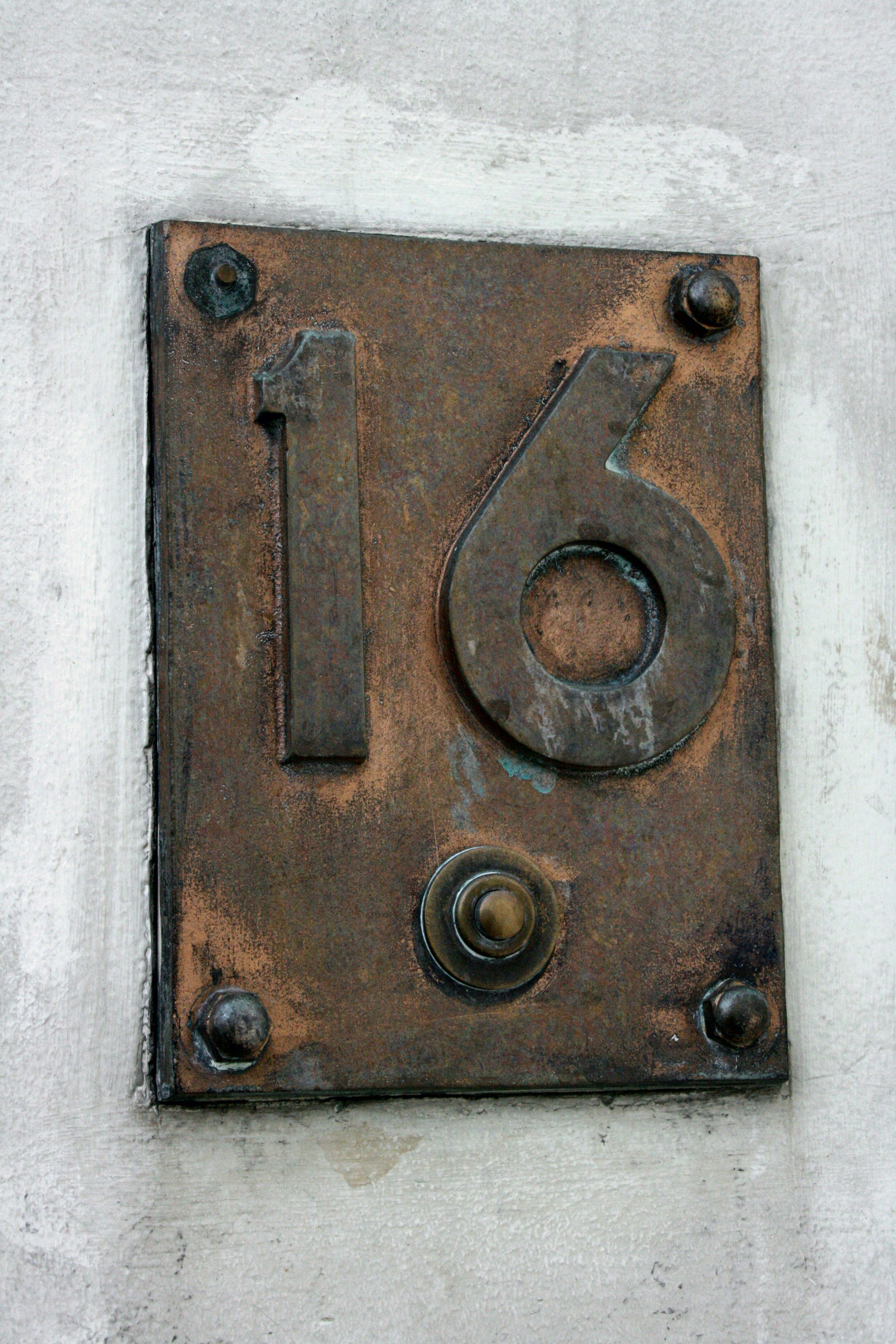
Wetstraat 16.

De regeringsformaties in België begonnen na de regionale, federale en Europese verkiezingen op 25 mei 2014. Bij de formaties tracht men opvolgers te vinden voor de federale regering-Di Rupo, de Vlaamse regering-Peeters II, de Waalse regering-Demotte II, de Franse Gemeenschapsregering Demotte II, de Brusselse Hoofdstedelijke regering Vervoort en de Regering van de Duitstalige Gemeenschap Lambertz III.
Al reeds voor de verkiezingen werd een erg moeizame regeringsformatie verwacht. De vorige regeringsformatie van 2010 en 2011 duurde 541 dagen en de vrees voor een herhaling van dit scenario werd uitgedrukt.

## Overzicht
| Regering                            | Regering                                | Aftredende coalitie | Aftredende coalitie                                             | Aantredende coalitie | Aantredende coalitie                                         |
| ----------------------------------- | --------------------------------------- | ------------------- | --------------------------------------------------------------- | -------------------- | ------------------------------------------------------------ |
| Vlag van België                     | Federale regering                       | Di Rupo             | CD&V + Open Vld + sp.a (Vlaams); PS + MR + + cdH (Franstalig)   | Michel I             | N-VA + CD&V + Open Vld (Vlaams); MR (Franstalig)             |
| Vlag Vlaanderen                     | Vlaamse Regering                        | Peeters II          | CD&V + sp.a + N-VA                                              | Bourgeois            | N-VA + CD&V + Open Vld                                       |
| Vlag Franse Gemeenschap             | Franse Gemeenschapsregering             | Demotte II          | PS + Ecolo + cdH                                                | Demotte III          | PS + cdH                                                     |
| Vlag Franse Gemeenschap             | Waalse Regering                         | Demotte II          | PS + Ecolo + cdH                                                | Magnette             | PS + cdH                                                     |
| Vlag Brussels Hoofdstedelijk Gewest | Brusselse Hoofdstedelijke regering      | Vervoort I          | PS + cdH + Ecolo (Franstalig); CD&V + Open Vld + Groen (Vlaams) | Vervoort II          | PS + FDF + cdH (Franstalig); Open Vld + sp.a + CD&V (Vlaams) |
| Vlag Duitstalige Gemeenschap        | Regering van de Duitstalige Gemeenschap | Lambertz III        | SP + PFF + ProDG                                                | Paasch I             | ProDG + PFF + SP                                             |

## Federale regering

### Voorbereidingen

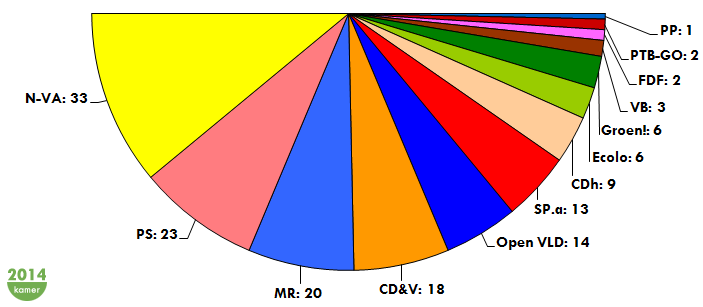
Inaugurale zetelverdeling van de Belgische Kamer van volksvertegenwoordigers in 2014.

Zoals gebruikelijk is, bood premier Elio Di Rupo het ontslag van zijn regering aan de dag na de verkiezingen, op 26 mei. Koning Filip aanvaardde dit ontslag, zodat de regering belast werd met lopende zaken. De koning ontving daarop dezelfde dag nog eerst André Flahaut (PS) en daarna Sabine de Bethune (CD&V), respectievelijk voorzitter van de Kamer en de Senaat. Hierna ontvangt de vorst de voorzitters van alle democratische politieke partijen die vertegenwoordigd zijn in de Kamer tot de middag van 27 mei met het oog op de vorming van een federale regering. Hij ontving maandagmiddag achtereenvolgens Bart De Wever (N-VA), Elio Di Rupo (PS) en Paul Magnette (PS), Charles Michel (MR), Benoît Lutgen (cdH), Gwendolyn Rutten (Open Vld), Bruno Tobback (sp.a) en Wouter Beke (CD&V). Vanaf dinsdagmorgen ontving de koning achtereenvolgens Wouter Van Besien (Groen), Emily Hoyos (Ecolo) en Olivier Deleuze (Ecolo), Olivier Maingain (FDF), Peter Mertens (PVDA-PTB) en Mischaël Modrikamen (PP).

### Verloop van de formatie

#### Informateur De Wever (27 mei 2014 - 25 juni 2014)
Op dinsdag 27 mei, werd Bart De Wever (N-VA) benoemd tot informateur "om na te gaan onder welke voorwaarden er snel een regering gevormd kan worden". De dag daarop ontving hij alle Franstalige voorzitters bij hem voor zijn eerste consultatieronde. De Vlaamse partijvoorzitters had hij al geraadpleegd de dag voordien. Vanaf woensdagavond volgden er discrete contacten.
Op 3 juni werd de informateur bij de koning verwacht voor een vorderingsverslag "over de voorwaarden voor de snelle totstandkoming van een regering". Hij gaat zijn werkzaamheden voortzetten en brengt zijn afsluitend verdrag uit op 10 juni.
Op 5 en 6 juni werden de coalities voor de Franstalige en Vlaamse regeringen gesmeed die grote invloed hebben op de federale formatie. De meest plausibele coalities (de klassieke tripartite of een centrumrechtse coalitie) dreigen in het water te vallen door de tegenstelling centrumlinks in Wallonië en centrumrechts in Vlaanderen. Op vrijdagochtend 6 juni, nog voor de Vlaamse coalitie aangekondigd was, nam cdH het initiatief verder te praten met Bart De Wever over een eventuele centrumrechtse federale regering, ondanks de Waalse centrumlinkse regering. N-VA hoopt op de steun van CD&V om het vertrouwen van cdH en MR te winnen.
Bart De Wever kondigde na de aankondiging van de Vlaamse coalitie aan zich nu volledig op zijn informateursrol op federaal vlak te kunnen toeleggen.
Op 10 juni werd Bart De Wever ontvangen bij de koning. Zijn opdracht wordt op zijn aanvraag verlengd tot 17 juni. Dan zal hij zijn besluiten voorleggen aan de koning.
Op 17 juni werd Bart De Wever opnieuw ontvangen bij koning Filip. De informateur maakte een schriftelijk vooruitgangsverslag over aan de koning. Hij bleef hierna nog een week verder werken om een eindverslag uit te brengen op 25 juni.
Op 19 juni werden de nieuwe volksvertegenwoordigers beëdigd tijdens de onderhandelingen voor een regering.
Op 24 juni heeft de informateur zijn nota laten afleveren bij de partijvoorzitters van CD&V, MR en cdH. Hierop zei CD&V tevreden te zijn met de nota en bereid te zijn te onderhandelen. Ook MR vindt de nota een aanvaardbare basis om verder te werken. Echter, cdH wijst de nota af. De koning ontving Bart De Wever op 25 juni om zijn eindverslag te ontvangen. Hierna werd hij op de aanvraag van de informateur ontheven van zijn opdracht.

#### Informateur Michel (27 juni - 22 juli)

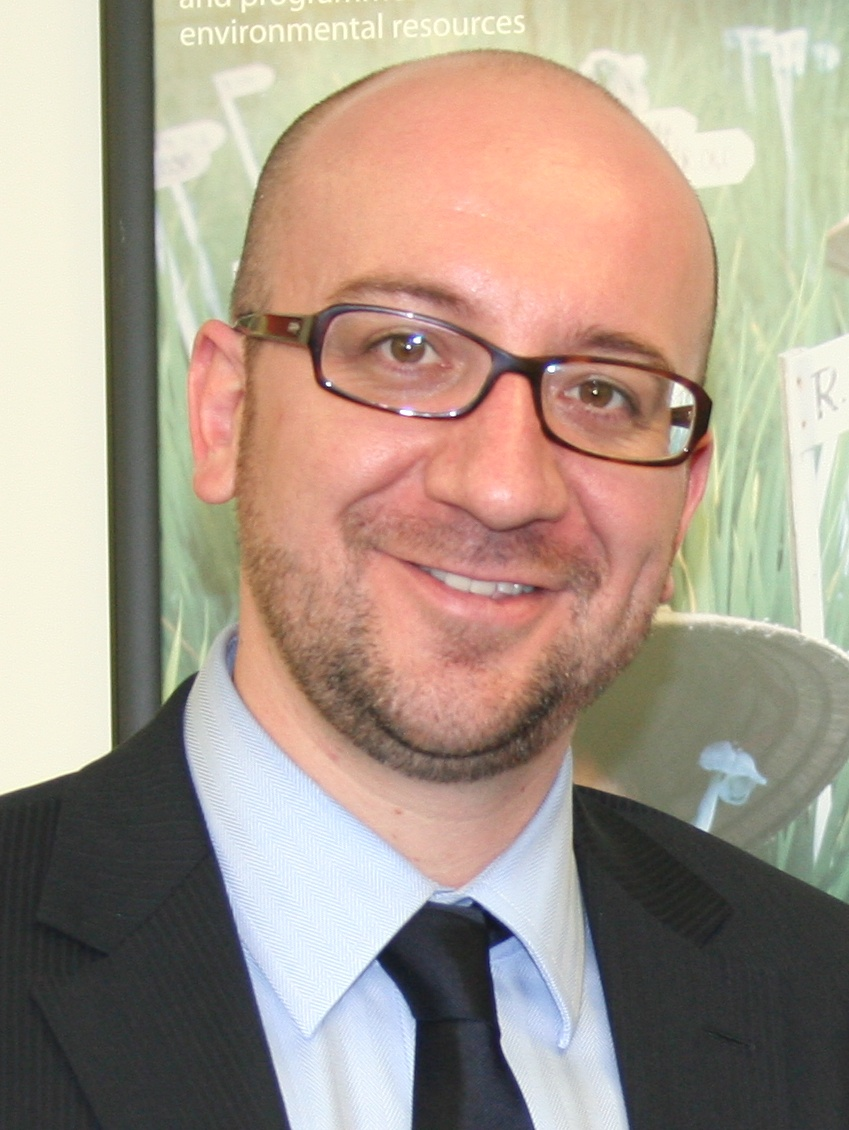
Charles Michel.

De koning startte op 26 juni met een nieuwe ronde gesprekken met de partijleiders. Hij consulteerde Elio Di Rupo en Paul Magnette (PS), Wouter Beke (CD&V), Charles Michel (MR), Gwendolyn Rutten (Open Vld), Benoît Lutgen (cdH) op 26 juni en Bruno Tobback (sp.a) op 27 juni. Op 27 juni stelde hij Charles Michel (MR) aan als tweede informateur "teneinde de mogelijke formules na te gaan om een regering te vormen". Hij moet op 4 juli een vorderingsverslag uitbrengen.
Op 28 juni sprak hij met vertegenwoordigers van het VBO, Voka en UWE. Daarna praatte hij met de vertegenwoordigers van Unizo, UCM, de Boerenbond en de FWA. Later op de dag kwamen de drie vakbonden langs. Op het einde van de dag had hij een onderhoud met Elio Di Rupo. Op 30 juni sprak de informateur eerst met de vorige informateur, Bart De Wever. Daarna had hij een onderhoud met Elio Di Rupo en Paul Magnette, die hem duidelijk maakten dat ze bereid waren tot het vormen van een tripartite. De MR moet echter niet hopen op een toetreding tot de regionale regeringen, volgens de PS. Op dinsdag 1 juli kwamen opnieuw partijvoorzitters praten met de informateur. Eerst kwam Wouter Beke langs, die beschikbaar bleef voor een robuuste regering die groei en sociaaleconomische voortgang biedt. Daarna kwam Gwendolyn Rutten langs. Zij pleitte ervoor dat de volgende regering voldoende samenhang zou hebben en voluit voor de economie zou gaan. Later op de dag liet Benoît Lutgen optekenen dat hij niet in een regering met de N-VA wil en wees nog eens de nota-De Wever af. Later op de dag kwamen ook nog de voorzitters van sp.a, Groen, Ecolo en FDF langs, waaronder sommigen van hen lieten blijken dat ze vonden dat het meer over de inhoud zou moeten gaan.
Op 2 juli ontving hij vanaf de morgen eerst Luc Coene en Philippe Donnay, respectievelijk gouverneur van de Nationale Bank en voorzitter van het Federaal Planbureau. In de namiddag sprak hij met Frank Vandenbroucke, gewezen minister en expert binnen de Commissie voor de Pensioenhervorming 2020-2040. Vandenbroucke kwam donderdagmorgen nog eens langs. Toen liet hij duidelijk blijken dat het cruciaal was dat de pensioenen hervormd moesten worden. Hij zetten zijn volgende informele contacten in discretie voort.
Op 3 juli werd de hervormde Senaat ingezworen tijdens de onderhandelingen.
Op 4 juli werd informateur Michel verwacht bij de koning. Hij bracht zijn vorderingsverslag uit over de mogelijke formules om een regering te vormen. Hierna werd hij, op zijn voorstel, belast zijn werkzaamheden verder te zetten. Op 14 juli 2014 brengt hij opnieuw verslag uit aan de koning. Na 4 juli ging Michel voort met zijn gesprekken; Michel zei dat er "vertrouwen" is tussen de partijen, Di Rupo en De Wever lieten weten dat er nog steeds gesproken wordt, Johan Vande Lanotte (sp.a) drukte echter wel zijn vrees uit voor "een heel grote blokkage".
Op 14 juli bracht Michel een vorderingsverslag uit aan koning Filip. Hierna werd zijn informatieopdracht voor de tweede keer verlengd. Hij zal zijn werkzaamheden voortzetten en brengt op 22 juli een verslag uit bij de koning. Michel zou de vorming van de regionale regeringen afwachten om echt van start te gaan met de echte gesprekken. Gedurende de formaties speculeerde de pers druk over mogelijke coalities. Als grootste kanshebber werd de kamikazecoalitie, later hernoemd naar Zweedse coalitie, van N-VA, CD&V, Open Vld en MR genoemd. Ook de klassieke tripartite, dezelfde coalitie als de zittende regering, bleef in de running. Als mogelijke premier werd Kris Peeters aangeduid.
In zijn 21 julitoespraak drukte Koning Filip zijn wens voor een snelle regeringsvorming uit.
Op 22 juli kondigden de Vlaamse onderhandelaars aan dat Open Vld deelneemt aan de Vlaamse regering. Open Vld had steeds gezegd dat ze niet in een federale regering wou stappen zonder een Vlaamse deelname. Bart De Wever vertelde op de voorstelling van de Vlaamse coalitie dat deze coalitie van CD&V, N-VA en Open Vld samen in de federale regering zal stappen. Gwendolyn Rutten vertelde dat zij dit samen met de Franstalige liberalen doen. MR ging akkoord met die coalitie en om 17u bracht Michel verslag uit bij de koning. Daar werd ook Kris Peeters ontvangen. Op zijn eigen verzoek werd Charles Michel ontheven van zijn opdracht als informateur.

#### Formateurs Peeters en Michel (22 juli - 11 oktober)
Op 22 juli werden Kris Peeters en Charles Michel door de koning aangesteld als coformateurs. Zij dienden met de partijen CD&V, N-VA, Open Vld en MR een regeerakkoord trachten op te stellen. Ook een deelname van cdH werd niet uitgesloten. Kris Peeters hield namelijk de deur op een kier voor het cdH. Echter, Benoît Lutgen ging niet in op deze uitnodiging. Hij liet verstaan dat zijn partij niet zal dienen als "het schaamlapje voor deze meerderheid". Ook vond hij dat de MR een grote verantwoordelijkheid had genomen, nu ze in zee gaan met zogenaamde "flaminganten, separatisten en nationalisten". Michel reageerde hierop door te zeggen dat de N-VA zal afzien van een "communautaire guerrilla".
Op 25 juli zaten de onderhandelaars van N-VA, CD&V, Open Vld en MR voor een eerste keer samen. De formateurs lieten duidelijk maken dat er geen officiële pauze zou komen tijdens de zomervakantie. Wel zouden ze de andere onderhandelaars wel de kans geven om op vakantie te gaan.
De onderhandelaars zijn, naast de co-formateurs Kris Peeters en Charles Michel:
- voor MR: Didier Reynders, Olivier Chastel en Willy Borsus,
- voor CD&V: Wouter Beke, Koen Geens en Pieter De Crem,
- voor Open Vld: Gwendolyn Rutten, Alexander De Croo en Maggie De Block,[78]
- voor N-VA: Bart De Wever en Jan Jambon
- voor N-VA ook nog een roterend expert-onderhandelaar, afhankelijk van het thema: Johan Van Overtveldt voor economische thema’s, Theo Francken voor asiel en migratie, Hendrik Vuye voor justitie, Steven Vandeput voor kmo's en fiscaliteit, Zuhal Demir voor arbeidsrecht en welzijn op het werk, Elke Sleurs voor volksgezondheid en armoedebestrijding, Bert Wollants voor energie, Siegfried Bracke voor pensioenen, of Peter Dedecker voor overheidsbedrijven.[79]

Op 3 augustus brachten de formateurs verslag uit over de voortgang van hun opdracht bij de koning.
Op 18 augustus begonnen de gesprekken voor de vorming van een nieuwe regering. Deze wordt onderhandeld op basis van de nota die de formateurs hebben opgesteld. De onderhandelaars zijn met 14: de twee formateurs en drie leden van elke partij. De nota bevat drie assen: begroting, sociaal-economische hervormingen en maatschappelijke thema's. De onderhandelaars zullen eerst een akkoord over de begroting trachten te bereiken. Er moet echter 17,3 miljard euro bespaard worden.
Tijdens de onderhandelingen drong zich ook de keuze op voor een nieuw Europees commissaris voor België. Marianne Thyssen werd daarbij naar voren geschoven, maar omdat zij tot de CD&V behoort, moest die partij afzien van het premierschap. Kris Peeters werd in de media al enige tijd als groot kanshebber voor die post genoemd. De liberale familie claimt sindsdien het premierschap.
Op 7 oktober bereikten de vier partijen een regeerakkoord. Op 9 oktober gaven de vier partijcongressen groen licht voor de toetreding tot de federale coalitie. Op 11 oktober legde de regering-Michel I de eed af, na 139 dagen onderhandelen.

## Vlaamse regering

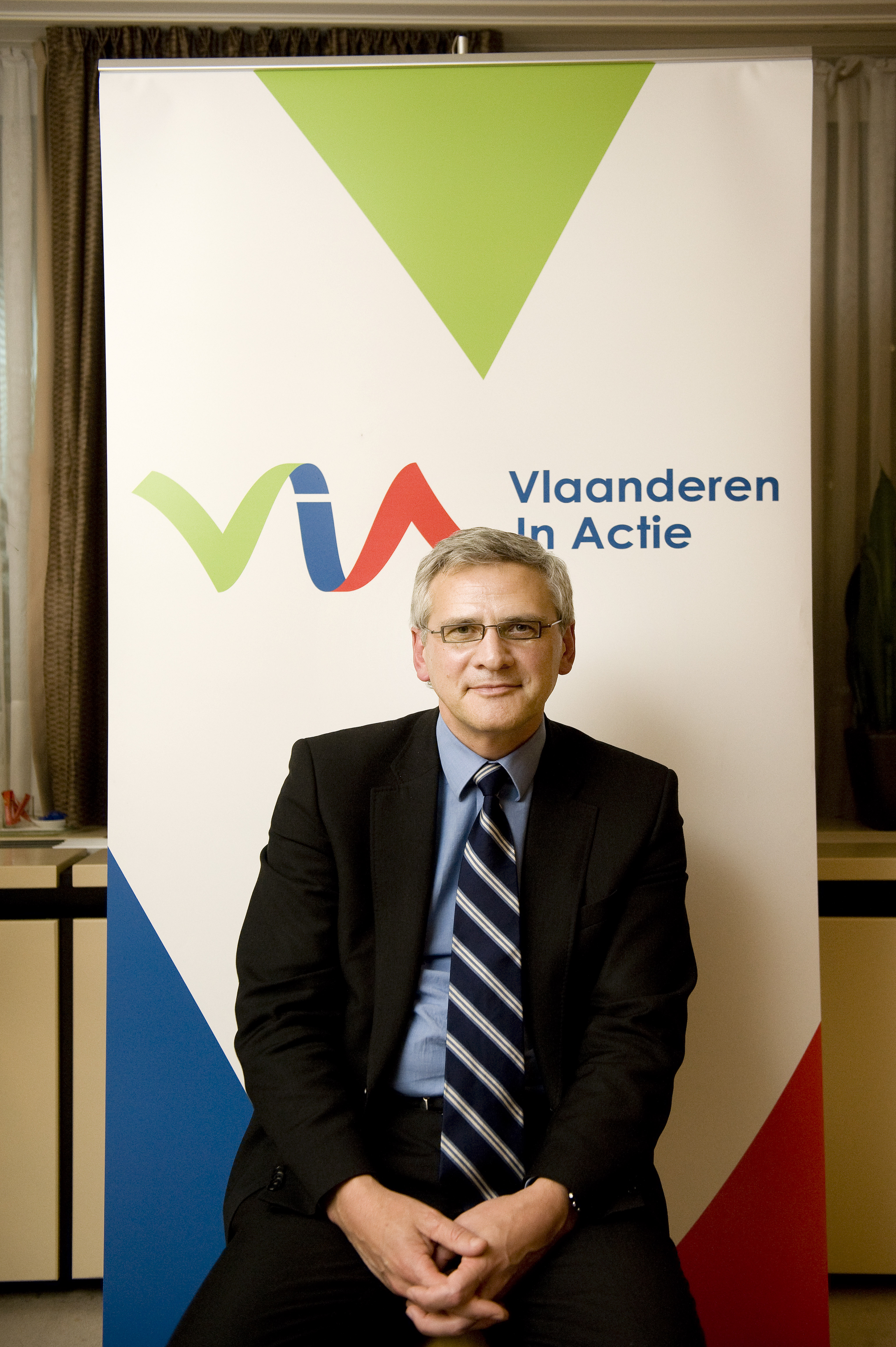
Aftredend minister-president Kris Peeters leidt de onderhandelingen voor CD&V.

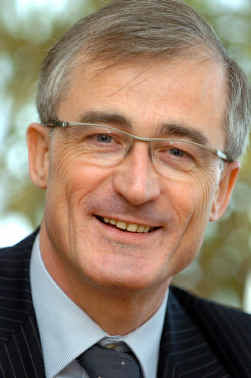
Geert Bourgeois leidt de onderhandelingen voor N-VA.

### Verloop van de formatie
Bij de verkiezingsuitslag werd duidelijk dat Bart De Wever de gesprekken voor de Vlaamse formatie zou moeten gaan leiden. Op 27 mei begon hij met de gesprekken voor de regeringsvorming. Hij ontmoette minister-president Kris Peeters en alle Vlaamse partijvoorzitters Wouter Beke, Gwendolyn Rutten, Bruno Tobback, Wouter Van Besien en Gerolf Annemans, in die volgorde. Over deze gesprekken wou De Wever geen commentaar kwijt.
Na enkele dagen van relatief stilzwijgen over de regeringsonderhandelingen kondigde Bart De Wever op 6 juni aan dat CD&V en N-VA samen in zee zouden gaan om een Vlaamse regering te vormen. Deze coalitie werd de 'Vlaamse Eik' genoemd. Hun gesprekken starten op 10 juni. Liesbeth Homans, Ben Weyts en Philippe Muyters vertegenwoordigen N-VA tijdens de gesprekken, met als delegatieleider Geert Bourgeois. Bij CD&V worden Hilde Crevits, Jo Vandeurzen en Joke Schauvliege geleid door Kris Peeters. Kris Peeters voegde er op dinsdag 10 juni aan toe dat er onderhandeld wordt met twee partijen. Hiermee trekt hij de deur voor Open Vld definitief dicht. Tijdens de onderhandelingen kwam Open Vld toch in de regering.

### Onderhandelingen
Op 10 juni startten N-VA en CD&V de onderhandelingen. Geert Bourgeois en Kris Peeters nemen de leiding. Er zijn veel inhoudelijke gelijkenissen tussen de partijen. Beide partijen willen fors besparen en ook bij thema's zoals kindergeld, openbaar vervoer en woonbeleid zijn de verschillen minimaal. Over de onderwijshervormingen daarentegen waren er tijdens de campagne felle discussies tijdens de beide partijen.
Op 17 en 25 juni werd het nieuwe parlement ingehuldigd terwijl de onderhandelingen volop aan de gang waren. Aanvankelijk leken deze goed te lopen, alhoewel er met de pers niet over werd gecommuniceerd. Later werd echter toch bericht over erg moeizame onderhandelingen. De struikelblokken zouden grotendeels de begroting en de aanpak van de nieuwe Vlaamse bevoegdheden, verkregen bij de zesde staatshervorming, zijn. Bart De Wever drukte zijn uitdrukkelijke wens uit om in het begin van de week van 14 juli een akkoord te kunnen bereikt hebben. Kris Peeters wenst echter niet mee te gaan in die hoop en laat weten dat de bal in het kamp van de N-VA ligt. Intussen werd ook druk gespeculeerd over de ministerposten. Verschillende bronnen claimen dat Geert Bourgeois Vlaams minister-president wordt. Op 16 juli werd er hoopgevend bericht over de gesprekken, maar op 17 juli vielen de onderhandelingen tijdelijk stil naar aanleiding van grote meningsverschillen over de begroting. Op 18 juli waren er opnieuw contacten tussen N-VA en CD&V. Op 21 juli liet Kris Peeters opmerken dat er in grote discretie hard gewerkt is, zodat er in een korte periode vooruitgang kan worden geboekt.
Er waren ook geruchten over toch een deelname van Open Vld aan deze regering, en ondanks eerdere ontkenning van CD&V en N-VA bleken de drie partijen de dagen voor 22 juli toch te praten. Net voor middernacht op 21 juli werd dit bekendgemaakt en op 22 juli volgde er een persconferentie. Zij sloten een akkoord voor de volgende legislatuur, dit werd voorgesteld op 23 juli. Op 24 juli volgden de ledencongressen van de partijen, waar de drie partijen instemden met het akkoord, en op 25 juli was er de eedaflegging en regeringsverklaring. Naderhand legde Geert Bourgeois de eed af als minister-president van de Vlaamse Regering bij koning Filip. Zo was regering-Bourgeois een feit.

### Reacties
- Gwendolyn Rutten (Open Vld) laat weten dat haar programma "een en ondeelbaar blijft". "N-VA en CD&V maken een federale regering zonder PS op deze manier onmogelijk", zo klinkt het.[62] Open Vld noemt de coalitie "een onverantwoordelijke weg", "het begin van eindeloze blokkeringen" en ze zou "een economische groeiregering onmogelijk maken". Open Vld wil geen federale regering vormen als ze op Vlaams niveau niet mogen deelnemen.[63]
- Wouter Van Besien (Groen) zegt over deze coalitie dat het "grootste slachtoffer het goed bestuur is". Hij haalt uit naar CD&V en zegt dat vele kiezers zich bedrogen zullen voelen: "CD&V steekt de progressieve stemmen in z'n zak om rechts beleid te voeren". Hij verwacht ook "bijzonder weinig vernieuwing in het onderwijs" en beklaagt het dat deze regering het BAM-tracé "ongetwijfeld" zal steunen. Hij voorspelt vijf jaar lang "politieke spelletjes".[118][119] Na de aankondiging van de deelname van Open Vld zegt Groen dat "Open Vld duidelijk voor de postjes en niet voor de inhoud gaat".[120]
- Bruno Tobback (sp.a) zegt dat de coalitie "de zaken niet gemakkelijker zal maken op federaal niveau", maar sluit niet uit dat zijn partij in een federale regering zal stappen.[121] Na het nieuws over de derde regeringspartner Open Vld liet John Crombez weten "bezorgd" te zijn.[122]
- Chris Janssens (Vlaams Belang) zegt dat "de Vlaamse regering zich andermaal ondergeschikt maakt aan het Belgische niveau".[123]

## Waalse regering en Franse Gemeenschapsregering

### Verloop van de formatie
In de Franstalige onderhandelingen nam Paul Magnette van de PS de leidersrol op zich. Hij zou op 28 mei beginnen met de gesprekken. Magnette ontving samen met Di Rupo op 30 mei Charles Michel van MR en de vertegenwoordiger van de cdH. Op maandag 2 juni werden er gesprekken aangegaan met Emily Hoyos van Ecolo en Olivier Maingain van de FDF. De dag erna, op 3 juni, mocht Peter Mertens van de PTB en Mischaël Modrikamen van Parti Populaire aan tafel schuiven. Op 4 juni waren de eerste gesprekken met alle partijvoorzitters achter de rug en werden de sociale partners Conseil économique et social de Wallonie (CESW) en Forem uitgenodigd.
Op 5 juni kwam de formatie in een stroomversnelling en werd er een akkoord gesloten tussen de PS en cdH. Deze eikenboomcoalitie zou Wallonië en de Franstalige Gemeenschap de komende jaren leiden, zo kondigde Di Rupo aan Hiermee valt de tweede grootste partij in Wallonië, MR, uit de boot.

### Onderhandelingen
Op 7 juni 2014 vingen de eerste gesprekken aan in het Elysette. Rond de tafel zaten Elio Di Rupo, Paul Magnette en Anne Poutrain voor PS en Benoît Lutgen en Eric Poncin voor cdH. Op woensdag 11 juni kwamen zij opnieuw samen op dezelfde plaats. De onderhandelingen liepen de volgende weken uitermate discreet. De wens om tegen 21 juli een akkoord bereikt te hebben, werd uitgedrukt. Op 18 juli bereikten PS en cdH na een volledige nacht onderhandelen een akkoord over de Waalse regering en de Franse Gemeenschapsregering. Op 19 juli vonden de partijcongressen plaats. Op 21 juli 2014 werd bekend dat Paul Magnette de Waalse Regering gaat leiden en Rudy Demotte de Franse Gemeenschapsregering gaat leiden (zie regering-Magnette en regering-Demotte III). Ook de samenstelling van deze regeringen raakte bekend. De ministers legden op 22 juli de eed af, om 9 uur voor de Waalse regering en om 12 uur voor de Franse Gemeenschapsregering.

### Reacties
- Charles Michel (MR) noemde de coalitie een "coalitie van verliezers" en "een kaakslag voor de kiezers".[143]
- Kris Peeters (CD&V) zegt dat "cdH eieren voor z'n geld koos en met de PS in zee gegaan is omdat ze de anderen niet vertrouwde".[144]
- Olivier Maingain (FDF) zegt dat er nog "ruimte voor onderhandeling" is bij deze coalitie en dat ze "geen afgesloten hoofdstuk" is, hij sluit dus niet uit dat FDF ook in de Waalse regering nog gevraagd zal worden.[145][146]

## Brusselse Hoofdstedelijke regering

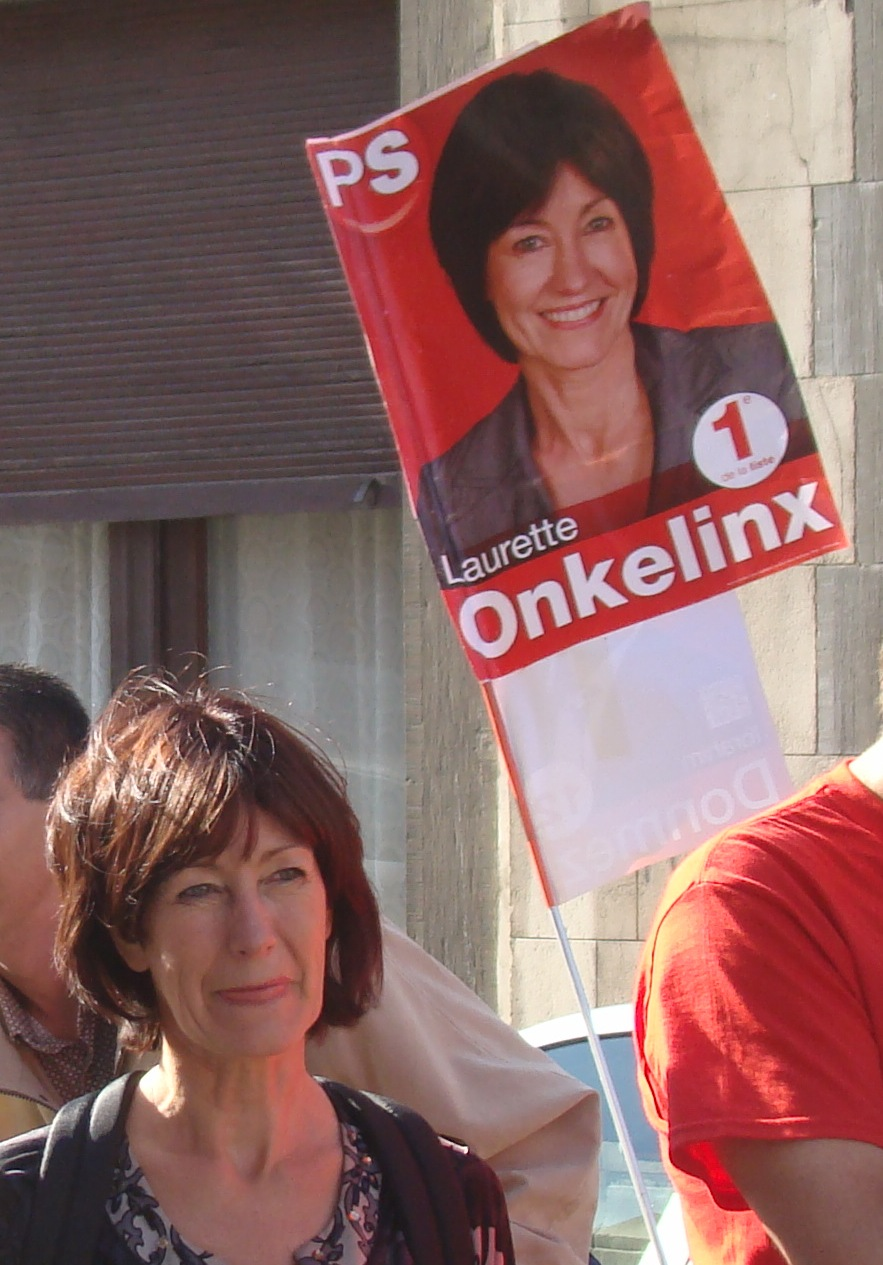
Laurette Onkelinx leidt de Brusselse formatie.

De Franstalige formaties voor de Brusselse regering liepen parallel met die van de Waalse regering en werden geleid door Laurette Onkelinx. Ze ontving op 30 mei Charles Michel en Olivier Maingain. Op maandag 2 juni startte ze dan de gesprekken met cdH, Ecolo en PTB. Ook Guy Vanhengel van Open Vld werd geconsulteerd. Op 5 mei ontving ze de regionale vakbondssecretarissen Myriam Gérard van CSC en Philippe Van Muylder van FGTB. Zij lieten hun voorkeur blijken voor een centrumlinkse regering en die wens werd ook ingewilligd; samen met de Franstalige regeringen kondigde PS aan in een Brusselse regering te stappen met cdH. Om een meerderheid te bekomen, werkt ook FDF mee aan een regering in Brussel.
De Vlaamse partijen Open Vld, sp.a en CD&V hadden reeds besloten een coalitie te smeden voor de Brusselse regering, dit tot groot ongenoegen van Wouter Van Besien van Groen. Na het aankondigen van de Franse coalitie met PS, cdH en FDF weigerden Open Vld en CD&V echter hierin mee te stappen en stond de formatie weer op de wip. Sp.a zag geen graten in een regering met FDF. Onkelinx toonde zich bereid de bezwaren van Open Vld en CD&V te aanhoren, maar laat FDF niet vallen. Later bleken de plooien gladgestreken te zijn en kon toch iedereen akkoord gaan met deze regeringssamenstelling en werd er vervolgens druk vergaderd. Op 12 juli kondigde Onkelinx aan dat de gesprekken afgerond waren. Het regeerakkoord werd op 14 juli voorgesteld. op donderdag 17 juli moeten de partijcongressen het nog goedkeuren. Daarna kan de regering van start gaan. Na deze goedkeuring werden de nieuwe ministers en staatssecretarissen in de Brusselse Regering, Vervoort II, onder leiding van Rudi Vervoort op 20 juli 2014 ingezworen in het Brussels Hoofdstedelijk Parlement door parlementsvoorzitter Charles Picqué. Vervolgens legde Vervoort de eed af bijkoning Filip in aanwezigheid van eerste minister Elio Di Rupo.

## Regering van de Duitstalige Gemeenschap
Voor de Duitstalige Gemeenschapsregering werden de onderhandelingen snel afgerond, op 29 mei, 3 dagen na de verkiezingen, reeds. De coalitie tussen ProDG, PFF en SP werd verdergezet, zij het wel met een nieuwe minister-president, Oliver Paasch (ProDG), hij zal dus de regering-Paasch I leiden. De grootste Duitstalige partij CSP valt met deze coalitie opnieuw uit de boot. Op 26 juni legde Paasch de eed af bij de koning in aanwezigheid van eerste minister Elio Di Rupo.
1919 · 1920 · 1921 · 1923 · 1924 · 1925 · 1926 · 1927 · 1929 · 1931 · mei 1932 · okt. 1932 · dec. 1932 · jun. 1934 · nov. 1934 · 1935 · 1936 · 1937 · 1938 ·  feb. 1939 · apr. 1939 · 1940 · 1944 · 1945 · feb-mrt 1946 · jul-aug 1946 · 1947 · 1948 · 1949 · jun 1950 · aug 1950 · 1952 · 1954 · jun. 1958 · nov. 1958 · 1961 · 1965 · 1966 · 1968 · 1971/72  · 1972/73 · 1974 · 1977 · 1978 · 1978/79 · apr.-mei 1980 · okt. 1980 · apr. 1981 · nov.-dec. 1981 · 1985 · oktober 1987 · 1987/88 · 1991/92 · 1995 · 1999 · 2003 · 2007 · 2008 · 2010/11 · 2014 · 2019/20 · 2024/25